# Джовани Кучели
Джовани Кучели (на италиански: Giovanni Cucelli) е италиански тенисист.

## Биография
Джовани Кучелие роден на 11 октомври 1906 г. в Фиуме, Кралство Италия.
Кучели играe за отбора на Италия за Купа Дейвис и създава добро партньорство на двойки с Марчело Дел Бело. 
Поради Втората световна война прави своя дебют в турнир от Големия шлем, когато е на 30 години на Уимбълдън през 1947 г. губи в третия кръг от Джак Креймър. На Ролан Гарос (проведен непосредствено след Уимбълдън) Кучели побеждава ветерана Джак Крофърд и Робърт Абдеселам, преди да загуби на четвъртфинал от защитаващия титлата си Марсел Бърнард в пет сета.
През 1948 г. на Ролан Гарос Кучели побеждава младия Франк Седжман, преди да загуби от Франк Паркър на четвъртфинал. На Уимбълдън същата година Кучели побеждава Ярослав Дробни, преди да загуби от Тони Мотрам в третия кръг. 
През 1949 г. на Ролан Гарос достига третия си пореден четвъртфинал, където губи от Бъдж Пати. На Уимбълдън същата година той побеждава Мотрам, преди да загуби от Ерик Стърджис в 4 кръг. На Шампионата на САЩ през 1949 г. Кучели губи във втория кръг от Сам Мач.
През 1950 г. на Ролан Гарос губи в 4-тия кръг от Бъдж Пати.
През 1955 г. Джовани Кучели става професионалист.
Джовани Кучели печели много турнири през кариерата си, шампионатите на Италианската Ривиера и Аласио през 1939 г., коледния турнир на Наполи и Барселона през 1941 г., Сейнт Мориц, френско-швейцарски шампионат и международен шампионат на Милано през 1946 г., швейцарски шампионат, Вилар, Монтана-Вермала, Виареджо и Рапало през 1947 г., международен шампионат на Милано, Наполи, Рапало, Коледният турнир в Монтекатини и Барселона през 1948 г., Сан Ремо през 1949 г., Лугано, Истанбул, Венеция и турнирът на Лидо в Лугано през 1950 г., Сан Пелегрино и Виареджо през 1951 г. и Кава де Тирени през 1952 г. Той е вицешампион в Монте Карло през 1948 и 1949 г. и подгласник в Рим през 1951 г.

## Кариерна статистика
- Списъкът е непълен

### Финали
|        | П–З | Година | Турнир              | Клас | Настилка | Опонент        | Резултат           |
| ------ | --- | ------ | ------------------- | ---- | -------- | -------------- | ------------------ |
| Загуба |     | 1948   | Монте Карло Мастърс |      | Клей     | Йожеф Асбот    | 3–6, 2–6, 7–5, 2–6 |
| Загуба |     | 1949   | Монте Карло Мастърс |      | Клей     | Франк Паркър   | 6–2, 3–6, 0–6, 4–6 |
| Загуба |     | 1951   | Италия Оупън        |      | Клей     | Ярослав Дробни | 1–6, 8–10, 7–9     |